# Dipyrena recurvata
Dipyrena recurvata là một loài thực vật có hoa trong họ Cỏ roi ngựa. Loài này được (Ravenna) Ravenna mô tả khoa học đầu tiên năm 2008.